# Takahashi Seiichirō

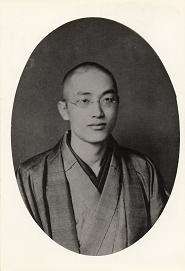
Takahashi Seiichirō

Takahashi Seiichirō (japanisch 高橋 誠一郎; geboren 9. September 1884 in Niigata (Präfektur Niigata); gestorben 9. Februar 1982 in Tōkyō) war ein japanischer Wirtschaftswissenschaftler und Kunstkenner.

## Leben und Wirken
Takahashi Seiichirō machte 1908 seinen Abschluss an der politischen Abteilung der Keiō-Universität. Anschließend lehrte er an seiner Universität Grundlagen der Ökonomie und Wirtschaftsgeschichte. 1911 folgte ein Auslandsstudium in England, 1914 wurde er Professor, 1944 Jahre emeritiert.
1947 übernahm Takahashi im 1. Kabinett Yoshida nach der ersten Umbildung das Kultusministerium und verkündete das Grundbildungsgesetz und das Schulbildungsgesetz, mit dem das 6-3-Schulsystem beschlossen wurde. Er ist auch als Forscher bekannt, der Ukiyo-e sammelte.
Takahashi hatte wichtige Positionen auf dem Gebiet der Kulturwissenschaften inne, unter anderem als Mitglied der Akademie der Wissenschaften im Jahr 1947, als Direktor der Akademie der Künste, als Direktor des Nationalmuseums Tokio, als Vorsitzender des „Ausschusses für den Schutz von Kulturgütern“ und als stellvertretenden Vorsitzenden der „Japan Economic Association“ (日本経済学会, Nihon keizai gakkai). 
1962 wurde Takahashi als Person mit besonderen kulturellen Verdiensten geehrt, 1979 wurde er mit dem Kulturorden ausgezeichnet.
Zu seinen Büchern gehören
- „Lehre der merkantilistische Wirtschaft, eine Untersuchung“ (重商主義経済学説研究, Jūshōshugi keizaigaku kenkyū) 1932,
- „Kurze Geschichte der Wirtschaftslehre“ (経済学史略, Keizaigaku shiryaku) 1948,
- „250 Jahre Ukiyo-e“ (浮世絵二百五十年, Ukiyo-e 250nen) 1961 und
- „Beiläufige Gedanken zu Ukiyo-e“ (浮世絵随想, Ukiyo-e zuisō) 1966.

Nach seinem Tode erschien von 1993 bis 1994 die 
- „Takahashi Seiichirō Gesamtausgabe der Geschichte der Wirtschaftslehre“ (高橋誠一郎経済学史著作集, Takahashi Seiichirō keizaigaku-shi chosakushū).